# Vassända landsfiskalsdistrikt
Vassända landsfiskalsdistrikt var 1918-1944 ett landsfiskalsdistrikt i Älvsborgs län, bildat när Sveriges indelning i landsfiskalsdistrikt trädde i kraft den 1 januari 1918, enligt beslut den 7 september 1917. Landsfiskalsdistriktet upphörde den 1 januari 1945 (enligt beslut den 17 december 1943 och 22 december 1944) då Vassända-Naglums landskommun delades mellan Trollhättans stad och Vänersborgs stad, och Väne-Ryrs landskommun överfördes till Tunhems landsfiskalsdistrikt.
Landsfiskalsdistriktet låg under länsstyrelsen i Älvsborgs län.

## Ingående områden
När Sveriges nya indelning i landsfiskalsdistrikt trädde i kraft den 1 oktober 1941 (enligt kungörelsen den 28 juni 1941) lämnades Vassända landsfiskalsdistrikt opåverkat, men regeringen anförde i kungörelsen att den ville i framtiden besluta om landsfiskalsdistriktets förenande med Tunhems landsfiskalsdistrikt.

### Från 1918
Väne härad:
- Vassända-Naglums landskommun
- Väne-Ryrs landskommun